# Östra Vingåkers församling
Östra Vingåkers församling var en församling i Strängnäs stift och i Katrineholms kommun i Södermanlands län. Församlingen uppgick 2006 i Nävertorp-Östra Vingåkers församling. 

## Administrativ historik
Församlingen bildades 1642 som en kapellförsamling utbruten ur Vingåkers församling.
Församlingen var till 17 juni 1754 i pastorat med (Västra) Vingåkers församling som pastoratets moderförsamling för att därefter till 1962 utgöra ett eget pastorat. Från 1962 till 1995 var församlingen annexförsamling i pastoratet Stora Malm och Östra Vingåker för att därefter till 2006 vara annexförsamling i pastoratet Nävertorp och Östra Vingåker. Församlingen uppgick 2006 i Nävertorp-Östra Vingåkers församling.

## Organister och klockare
| Ämbetstid | Namn             | Levnadstid | Övrigt    |
| --------- | ---------------- | ---------- | --------- |
| 1756-1757 | Peter Tyblin     | 1734–1761  | Organist. |
| 1761-1776 | Måns Nordanväder | 1714–      | [ 6 ]     |
|           | Lars Brunberg    | 1721       |           |
|           | Erik Lindström   | 1761–      | Klockare. |

## Kyrkor
- Östra Vingåkers kyrka